# Vụ chặn Wikipedia ở Nga

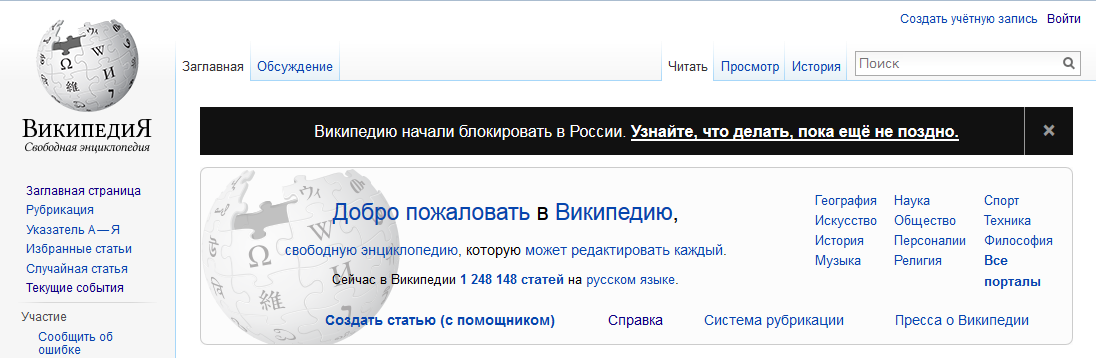
Biểu ngữ trên Wikipedia tiếng Nga, ngày 24 và 25 tháng 8 năm 2015

Vụ chặn Wikipedia ở Nga là một sự kiện liên quan đến việc chính phủ Nga cho chặn một số bài viết chọn lọc của Wikipedia vào tháng 8 năm 2015. Một số bài viết của Wikipedia đã được đưa vào danh sách kiểm duyệt bởi chính phủ đã được đưa ra sau Cuộc tấn công của Nga vào Ukraina 2022.

## Bối cảnh

### 2015
Ngày 28 tháng 7 năm 2012, Tổng thống Nga Vladimir Putin, đã ký Luật Liên bang số 139-FZ "Sửa đổi Luật Liên bang về bảo vệ trẻ em khỏi những luồng thông tin độc hại ảnh hưởng đến sức khỏe và sự phát triển của trẻ em và một số đạo luật lập pháp của Liên bang Nga". Luật này thuộc các luật liên bang khác đã trình bày một số điều khoản liên quan đến việc ngăn chặn các trang web Internet trong hệ thống danh sách đen và chặn các tài nguyên Internet bị cấm. Một số chuyên gia bày tỏ lo ngại rằng luật này có thể được sử dụng để cho phép chính phủ xiết chặt việc kiểm duyệt internet.
Ngày 1 tháng 11 năm 2012, các điều khoản liên quan đến hồ sơ đăng ký thống nhất tên miền và URL chứa thông tin bị cấm bắt đầu có hiệu lực. Điều này dẫn đến sự hình thành hồ sơ đăng ký thống nhất các trang web bị cấm.
Trong vòng ba năm kể từ khi đạo luật này được thông qua, hơn 25 bài viết trên Wikipedia tiếng Nga, chủ yếu viết về ma túy và tự tử, đã lọt vào hồ sơ đăng ký thống nhất các trang web bị cấm. Ít lâu sau, hầu hết các bài viết này đều bị xóa khỏi hồ sơ đăng ký. Tuy vậy, cho đến ngày 25 tháng 8 năm 2015, không có bất kỳ sự ngăn chặn nào đối với một bài viết nào trên Wikipedia ở bất cứ nơi đâu trên toàn nước Nga.

### 2022
Ngày 1 tháng 3 năm 2022, Roskomnadzor, cơ quan giám sát và kiểm duyệt các phương tiện truyền thông của Nga, đã viết thư cho Wikimedia Foundation yêu cầu xóa bài viết "Вторжение России на Украину (2022)" trên Wikipedia tiếng Nga .'Cơ quan này đe dọa sẽ chặn quyền truy cập vào Wikipedia, tuyên bố rằng bài viết chứa "thông tin được phân phối bất hợp pháp" bao gồm cả "báo cáo về nhiều thương vong trong số các quân nhân phục vụ của Liên bang Nga và cả dân thường Ukraine, bao gồm cả trẻ em.''.
Vào ngày 11 tháng 3 năm 2022, một biên tập viên Wikipedia người Nga có trụ sở tại Minsk, Mark Bernstein, đã bị cơ quan an ninh Belarus (GUBOPiK) bắt giữ sau khi anh ta bị buộc tội vi phạm luật tin tức giả mạo của Nga năm 2022 vì chỉnh sửa các bài viết về Cuộc tấn công của Nga vào Ukraina 2022.
Vào ngày 31 tháng 3 năm 2022, cơ quan kiểm duyệt truyền thông Nga Roskomnadzor đã đe dọa sẽ phạt Wikimedia tới 4 triệu rúp (khoảng 49.000 đô la Mỹ) nếu không xóa bài viết về Cuộc tấn công của Nga vào Ukraina 2022 đăng "thông tin sai lệch" cho người Nga.

### Chặn Wikipedia vàhiệu ứng Streisand
Một số nhà báo cho rằng Việc Chặn Wikipedia ở Nga đi kèm với hiệu ứng Streisand..